# Movement for the Restoration of the Ten Commandments of God
Movement for the Restoration of the Ten Commandments of God var en frikyrka i Uganda. I grunden var sekten katolsk, men var särskilt inriktad på de tio budorden och tron på apokalypsen. Medlemmarna lär ha undvikit att tala för att undvika att bryta mot budet om att bära falskt vittnesbörd. Därför var relativt lite känt om sekten.
I mars år 2000 hittades 530 medlemmar döda i sin kyrka, som brunnit ner och var låst utifrån. Efter detta hittades massgravar i och kring ledarens hus och den totala dödssiffran har uppskattats vara mellan 660 och 1 000. Om den senare siffran skulle vara rätt innebär det fler offer än Folkets tempels massjälvmord i Guyana 1978.
I Karl-Erik Nylunds bok Att leka med elden - sekternas värld kallas gruppen för den Ugandiska domedagssekten.